# Balachikhinskaïa
La Balachikhinskaïa (en russe : Балашихинская) est une organisation criminelle russe. Au début des années 1990 elle était une des plus puissantes mais son influence s'est affaiblie rapidement. Elle est le résultat de la coalition de 29 groupes criminels qui étaient à l'origine indépendants. Son efficacité résidait essentiellement sur sa solide implantation régionale, notamment autour de Kaliningrad et dans le nord du Caucase. Ses liens étroits avec le milieu politique, en l'occurrence par la corruption de députés de la Douma, lui permit de faire des placements financiers à l'étranger, notamment aux États-Unis en Thaïlande, en Allemagne et en France.
Il semblerait qu'aujourd'hui cette organisation ait décidé de se reconvertir dans les affaires légales notamment dans le domaine de l'import/export.

## Sources
- Arnaud Kalika, Russie, le Crime organisé, évolution et perspectives, Note MCC d'Alerte, Département de recherche sur les menaces criminelles contemporaines, Institut de criminologie de Paris-Université, Paris II, Panthéon-ASSAS, 5 octobre 2005.